# Carballal (Petín)
Carballal es un lugar situado en la parroquia de Santa María de Mones, del municipio español de Petín, en la provincia de Orense, Galicia.

## Demografía
| Gráfica de evolución demográfica de Carballal entre 2000 y 2023 |
|                                                                 |
| Datos según el nomenclátor publicado por el INE.                |